# Birte Høeg Brask
Birte Høeg Brask surnommée Trille (1918–1997) est une résistante et médecin danois. Pendant l'occupation allemande du Danemark pendant la Seconde Guerre mondiale, elle devient membre de la résistance danoise. En tant que communiste, après que l'Allemagne ait attaqué l'Union soviétique en 1941, avec son mari Kjartan Munck, elle contribue aux premières publications clandestines au Danemark. Elle collabore ensuite avec l'écrivain et combattant de la résistance Børge Houmann, travaillant comme courrier, organisant des réunions illégales et contribuant aux journaux de résistance Land og Folk (en) et Ugens Nyt. Poursuivant ses études après-guerre, elle devient spécialiste à l'hôpital psychiatrique pour enfants d'Aarhus. De 1970 jusqu'à sa retraite en 1988, elle occupe le poste de consultante en chef. On se souvient en particulier de Høeg Brask pour ses contributions sur l'autisme,.

## Jeunesse et éducation
Birte Høeg Brask (surnommée Trille) est née dans le quartier de Frederiksberg à Copenhague le 23 novembre 1918. Elle est la fille du directeur du laboratoire Axel Høeg Brask (1875–1942) et d'Emma Brincker (1879-1968). La plus jeune de trois sœurs, elle est élevée dans le quartier de Vesterbro. Alors qu'elle est étudiante au Falkonergårdens Gymnasium, elle intègre le Dansk Gymnasiastforbund (Association des lycées danois). Après s'être inscrite en 1936, elle étudie la médecine à l'Université de Copenhague où elle rencontre Kjartan Munck, un communiste.

## Carrière

### Travail dans la Résistance
Høeg Brask s'intéresse au radicalisme social et culturel dès son plus jeune âge. En conséquence, elle est attirée par la participation à des activités illégales pendant l'occupation allemande. Après l'invasion allemande de l'Union soviétique, elle s'engage dans la résistance à l'automne 1941. Avec son mari, elle s'implique dans la distribution de Danske Toner, le premier journal illégal au Danemark publié par Børge Houmann, l'un des premiers dirigeants et plus tard chef du mouvement de résistance communiste. En utilisant le nom de couverture Mads, elle devient l'une des associées les plus proches de Houmann pour le reste de l'occupation allemande, organisant des cachettes et des lieux de rencontre, des opérations d'impression clandestines et effectuant d'importants travaux de messagerie. Elle est une contributrice majeure aux publications illégales Land og Folk et Ugens Nyt, sur la base d'informations reçues par les émissions de radio du Kremlin,.
Pendant la guerre, Høeg Brask met son fils Ole en garde afin de consacrer tous ses efforts à la résistance. Elle avouera plus tard avoir regretté cette décision.

### Carrière d'après-guerre
Après la guerre, Høeg Brask termine ses études de médecine et obtient son diplôme en 1946. Elle s'intéresse de plus en plus à la pédopsychiatrie, devenant spécialiste en 1957. À partir de 1958, elle dirige le département des enfants psychotiques du nouvel hôpital psychiatrique pour enfants d'Aarhus. Elle publie l'une des premières études épidémiologistes de l'autisme en 1972.
L'une de ses collègues, Vandborg Sørensen, déclare : « En tant qu'être humain, elle était une personne fascinante… Professionnellement, elle était une source d'inspiration, parce que sa vision des enfants autistes était si impressionnante. ». En 1988, un compte rendu de son travail avec des enfants psychotiques est publié sous le titre Tilegnet Birte Høeg Brask: et skrift om psykotiske børn.
Høeg Brask meurt à Aarhus le 1er janvier 1997,.

## Distinctions
- 1970 : Membre honoraire de la Société danoise de psychiatrie infantile[1].

## Vie privée
Elle épouse Kjartan Munck en 1937 et a un fils, Ole, en 1939. En 1946, son mariage avec Munck est dissous. Elle devient la partenaire de Børge Kruuse Houmann (1902–1994) qu'elle épouse en 1962.